# Ashburn (métro de Washington)
Pour les articles homonymes, voir Ashburn.
Ashburn est une station du métro de Washington, aux États-Unis. Terminus de la ligne argent à Ashburn, dans le comté de Loudoun, en Virginie, elle a été mise en service le 15 novembre 2022.